# Intercetto

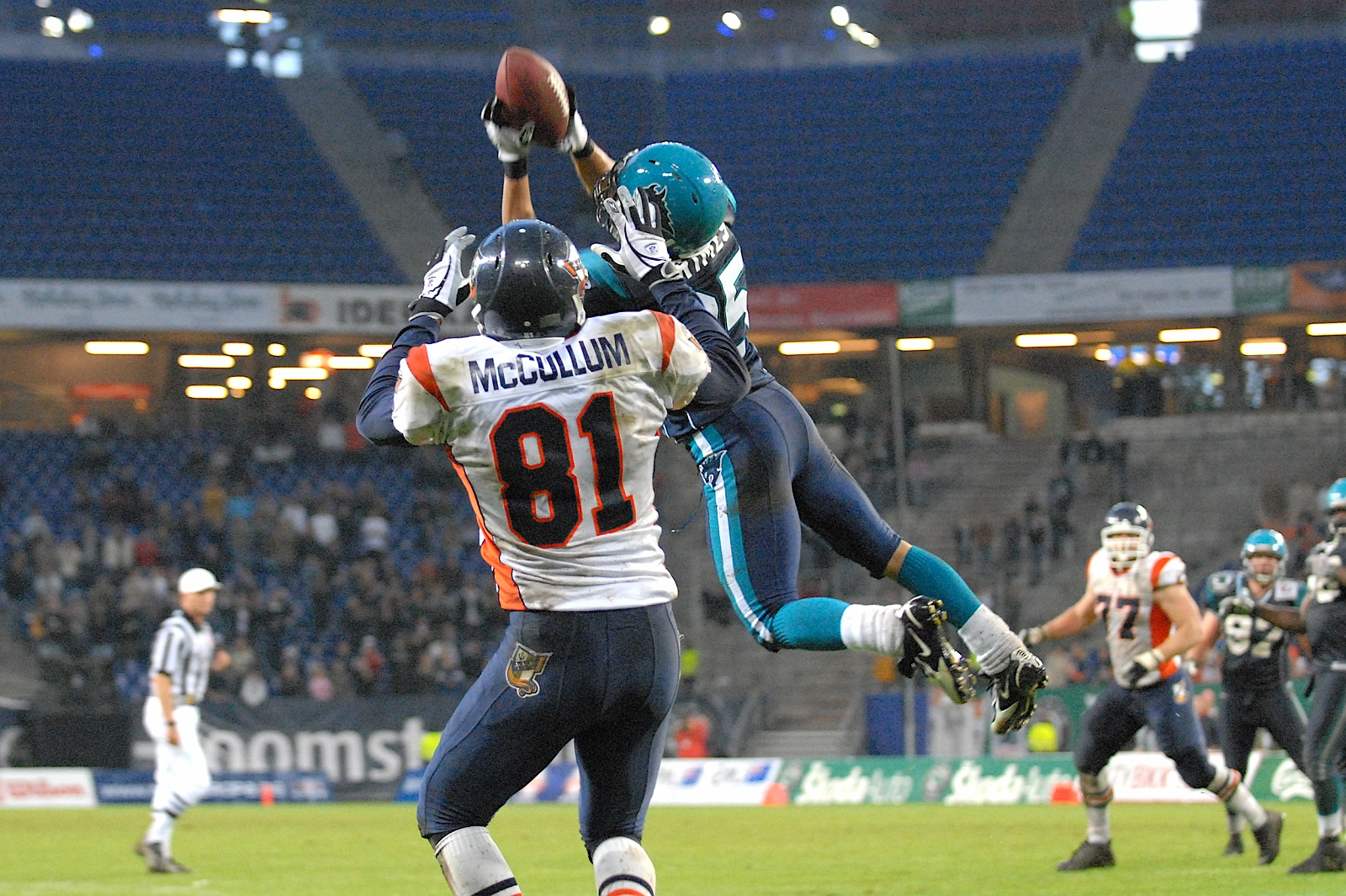
Un intercetto di Brent Grimes degli Hamburg Sea Devils.

L'intercetto nel football americano avviene quando un giocatore della squadra in difesa prende possesso della palla che è stata lanciata, in avanti o all'indietro, o persa per un fumble dalla squadra avversaria senza che la palla abbia toccato terra.
Il gioco continua fin quando il giocatore che ha intercettato non viene bloccato oppure riesce a ritornare il pallone nella end zone avversaria segnando un touchdown, realizzando quello che viene definito un pick-six, in quanto un touchdown garantisce sei punti. Se invece l'intercetto ritornato in meta è stato fatto durante un'azione di calcio di un extra point, allora viene detto pick-two in quanto darà due punti. Nel caso in cui il giocatore che ha realizzato l'intercetto si trova nella propria end zone e viene bloccato o decide volontariamente di appoggiare un ginocchio a terra, avviene un touchback con l'azione che viene fermata per poi riprendere dalla linea delle 20 yard della squadra del giocatore che ha intercettato la palla ma con il gioco non più in difesa ma in attacco.
Gli intercetti sono in larga parte fatti dai difensori arretrati, i defensive back, e occasionalmente dai linebacker, che sono di solito quelli più vicini ai giocatori a cui il quarterback prova a passare la palla, ossia i wide receiver, i running back e i tight end, mentre meno frequenti sono gli intercetti da parte dei defensive lineman, schierati sulla linea di scrimmage, a cui di solito invece può capitare di recurare un fumble o una palla deviata. Quando avviene un intercetto i giocatori delle due squadre all'improvviso cambiano il proprio ruolo nell'azione in corso: i giocatori della squadra che si difendeva cercano di aiutare il compagno a guadagnare più yard possibili bloccando gli avversari che invece da attaccanti si trasformano in difensori cercando di placcare il portatore di palla.